# Arboles (Colorado)
Árboles es un lugar designado por el censo en el condado de Archuleta en el estado estadounidense de Colorado. En el año 2000 tenía una población de 232 habitantes y una densidad poblacional de 16,81 personas por km². El código postal de la oficina postal de Árboles es 81121. El nombre del lugar es de origen español.

## Geografía
Árboles se localiza en la siguiente coordenada 37°1′15″N 107°25′17″O / 37.02083, -107.42139.
De acuerdo a la oficina del censo de los Estados Unidos de América, el lugar designado por el censo cuenta con un área de 13.8 km² de los cuales 13.6 km² son terrestres y 0.2 km² del (1.31%) es acuático.

## Demografía
De acuerdo al censo del 2000, el lugar contaba con 232 personas, 104 viviendas y 79 familias residiendo en el lugar designado por el censo.  La densidad poblacional era de 17.0 habitantes por km². Había 169 unidades habitacionales con una densidad de 12.4/km². La composición étnica del lugar era de 68.1% caucásicos, 1.29% indios americanos, 15.95% de otras etnias y 14.66% de dos o más etnias. Hispanos o Latinos de cualquier etnia representaban el 25.00% de la población.
El ingreso medio de una vivienda era de 33,125 dólares y el ingreso medio de una familia de 37,813 dólares. Los hombres tenían un ingreso de 35,000 dólares versus los 25,833 dólares de las mujeres. El ingreso per cápita para el lugar designado por el censo era de 19,384 dólares.  Cerca del 11.5% de las familias y el 8.0% de la población vivían por debajo de la línea de pobreza, incluyendo un 3.6% de menos de 18 años y un 22.9%  de más de 65 años.